# Tuan Tunalı
Tuan Tunalı (* 2. Dezember 1990 in Istanbul) ist ein türkischer Schauspieler.

## Biografie
Tuan Tunalı studierte an der Yeditepe Üniversitesi. Zudem spricht Tunalı fließend Türkisch, Englisch und Französisch. Von 2009 bis 2011 spielte er in der Fernsehserie Deniz Yıldızı die Hauptrolle.
Zwischen 2014 und 2018 war er mit der türkischen Schauspielerin Hazal Filiz Küçükköse verheiratet. Anschließend war er 2018 in der Serie Babamin Günahları zu sehen. Im selben Jahr wurde Tunalı für die Serie Yasak Elma gecastet. Unter anderem war er in Erkenci Kuş zu sehen. 2021 trat er in der Serie Baht Zamanı auf.

## Filmografie
Serien
- 2009–2011: Deniz Yıldızı
- 2018: Babamin Günahları
- 2018: Yasak Elma
- 2018: Erkenci Kuş
- 2021: Baht Zamanı